# محمود الخوارزمي
محمود يلواج أو محمود الخوارزمي كان أحد مستشاري جنكيز خان بالرغم من كونه مسلمًا الأصل. تولى حكم شعب الخيتان في عهد أوقطاي خان ابن جنكيز. وكان يجيد اللغة المنغولية.
قبل بدء الغزو المغولي لخوارزم، أرسل جنكيز وفدًا من التجار برئاسة محمود الخوارزمي ليشرح للسلطان محمد خوارزم شاه الثاني عن سعة بلاده وقدراتها وممتلكاتها. وغضب السلطان محمد من خطاب جنكيز لمخاطبته بلفظ «أعز أولادي» فقول جنکیز إن السلطان فی منزلة الابن معناه التبعیه لجنكیز، لكن تمكن محمود الخوارزمي من امتصاص غضب السلطان، واسترضاه لإقامة علاقات ودية مع جنكيز.